# Supertourenwagen
Als Supertourenwagen werden Tourenwagen bezeichnet, die nach dem Klasse-2-Reglement der FIA aufgebaut sind. In den 1990er Jahren war es ein sehr erfolgreiches Reglement für seriennahe Tourenwagen mit 2 l Hubraum, das in vielen nationalen Rennserien verwendet wurde.

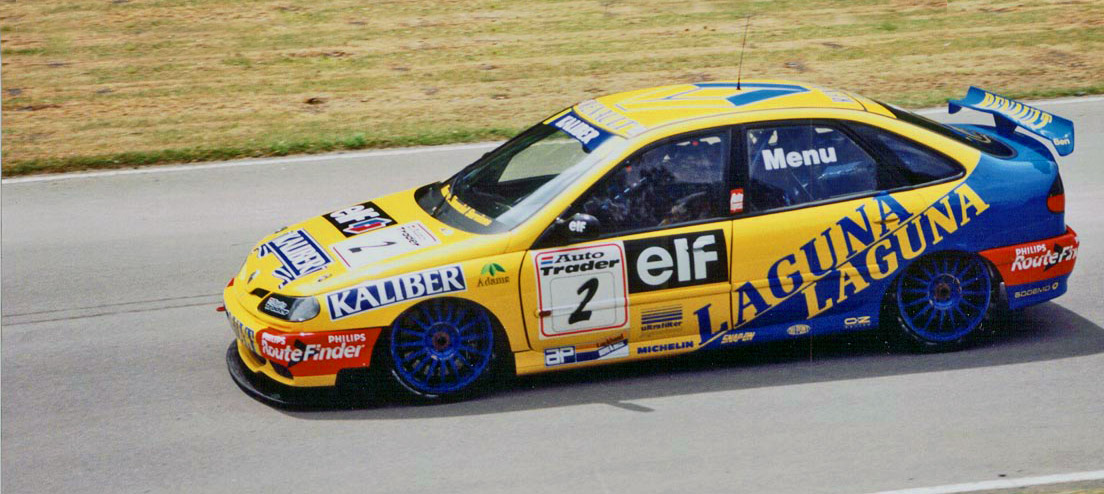
Alain Menu im Renault Laguna Supertourenwagen 1996 in der BTCC

Ihre Anfänge nahmen die Supertourenwagen 1990 in der britischen Tourenwagen-Meisterschaft (BTCC). Ab dem Jahr 1994 schrieb die FIA dieses Reglement international als Klasse-2-Reglement unterhalb des Reglements der Klasse 1 aus. Während die aufwendigen Rennwagen der Klasse 1 nur in der Deutschen Tourenwagen-Meisterschaft eingesetzt wurden (Einstellung 1996), wurde nach dem Klasse-2-Reglement in diversen nationalen Meisterschaften gefahren. In den Jahren zwischen 1993 und 1995 wurde sogar zu einem Touring Car World Cup für Supertourenwagen ausgerufen.
Allerdings erlaubten bzw. erforderten die Regeln auch aufwendige Umbauten der Supertourenwagen, die zudem von außen nicht zu sehen waren. Da die Rennwagen so schmal wie Serienautos waren, musste der Platz für die großen Rennreifen bzw. für Tieferlegung durch aufwendiges Umschweißen der Innenkotflügel geschaffen werden.
Da es in mehreren nationalen Serien Konflikte mit den werkseitig engagierten Herstellern über die Einstufung und Entwicklung der Fahrzeuge gab, führte dies zu Sonderregeln in den jeweiligen Ländern. Allerdings waren diese Umbauten in anderen Supertourenwagen-Rennserien meist nicht erlaubt. Die stetige Weiterentwicklung der Aerodynamik und die Einführung der Telemetrie ließen die Kosten eines Supertourenwagens enorm ansteigen. Man musste den kleinen Reglements-Spielraum aufwändig ausnutzen. Kostete ein Vauxhall Cavalier 1990 noch £60,000 so kostete ein vergleichbarer Wagen Ende der 90er schon £250,000.
Mit dem neuen Jahrtausend waren die Supertourenwagen aus den meisten nationalen Rennserien wieder verschwunden. International schrieb die FIA 2001 wieder eine Tourenwagen-Europameisterschaft aus, die in diesem Jahr als Übergang das Supertourenwagen-Reglement verwendete. Im Laufe des Jahres 2001 erarbeitete man mit mehreren Herstellern aber ein neues Tourenwagen-Reglement, das die legitime Nachfolge der Supertourenwagen antreten sollte. Heraus kam das Reglement Super 2000, das seit 2002 in der Tourenwagen-Europameisterschaft bzw. der Tourenwagen-Weltmeisterschaft sowie in diversen nationalen Rennserien Verwendung findet.

## Supertourenwagen-Rennserien
| 1990                             | 1991 | 1992 | 1993                                    | 1994                                   | 1995 | 1996                                    | 1997 | 1998 | 1999 | 2000                              | 2001 | 2002 |
| British Touring Car Championship |      |      |                                         |                                        |      |                                         |      |      |      |                                   |      |      |
|                                  |      |      | Championnat de France de Supertourisme  |                                        |      |                                         |      |      |      |                                   |      |      |
|                                  |      |      | Italienische Superturismo-Meisterschaft |                                        |      |                                         |      |      |      |                                   |      |      |
|                                  |      |      | Touring Car World Cup                   |                                        |      |                                         |      |      |      |                                   |      |      |
|                                  |      |      |                                         | Japanese Touring Car Championship      |      |                                         |      |      |      |                                   |      |      |
|                                  |      |      |                                         | Super Tourenwagen Cup                  |      |                                         |      |      |      |                                   |      |      |
|                                  |      |      |                                         | South African Touring Car Championship |      |                                         |      |      |      |                                   |      |      |
|                                  |      |      |                                         | Spanish Touring Car Championship       |      |                                         |      |      |      |                                   |      |      |
|                                  |      |      |                                         | Asia-Pacific Touring Car Championship  |      |                                         |      |      |      |                                   |      |      |
|                                  |      |      | Australian Super Touring Championship   |                                        |      |                                         |      |      |      |                                   |      |      |
|                                  |      |      |                                         |                                        |      | Swedish Touring Car Championship        |      |      |      |                                   |      |      |
|                                  |      |      |                                         |                                        |      | South East Asian Touring Car Challenge  |      |      |      |                                   |      |      |
|                                  |      |      |                                         |                                        |      | North American Touring Car Championship |      |      |      |                                   |      |      |
|                                  |      |      |                                         |                                        |      |                                         |      |      |      | European Touring Car Championship |      |      |